# Образование за човешките права
Образованието за човешките права се дефинира като процес на обучение, който създава нужното знание, ценности и дълбоко познаване на човешките права. Целта му е да създаде приемлива култура за човешките права. Този тип обучение насърчава учениците да изследват своя опит или преживяванията си от гледна точка на човешките права, позволявайки им да използват тези възгледи в своите ценности и вземане на решения. Според Амнести Интернешънъл образованието за човешките права е начин за подкрепа на хората, за да могат да развият умения и поведение, което да насърчи самочувствието и равноправието в общността, обществото и по целия свят.

## Недискриминация
Представителите на организацията Нейшънъл Икономикс енд Сошъл Райтс (The National Economics and Social Rights) подчертават важността на недискриминацията в образованието за човешките права. Правителствата трябва да се погрижат да не се повлиява образованието за човешките права според предразсъдаци, основани на раса, пол, цвят на кожата, религия, език, националност или социален произход, политически или лични виждания, произход или обществено положение. Всички ученици, родители, общности имат правото да участват в решения, засягащи тези училища и правото на образование.